# ماثيو سبرينغ
ماثيو سبرينغ (بالإنجليزية: Matthew Spring)‏ هو لاعب كرة قدم بريطاني في مركز الوسط، ولد في 17 نوفمبر 1979 في هارلو في المملكة المتحدة. لعب مع تشارلتون أثلتيك وسانت نيوتس تاون وشيفيلد يونايتد وليدز يونايتد ونادي لوتون تاون ونادي ليتون أورينت ونادي واتفورد وويكمب وندررز.

## وصلات خارجية
- ماثيو سبرينغ على موقع قاعدة بيانات كرة القدم.إي يو (الإنجليزية)
- ماثيو سبرينغ على موقع Soccerbase.com (لاعب) (الإنجليزية)
- ماثيو سبرينغ على موقع Soccerway.com (الإنجليزية)
- ماثيو سبرينغ على موقع عالم كرة القدم.نت (الإنجليزية)